# Into the West
Into the West är en amerikansk western-miniserie i sex avsnitt från 2005 producerad av Steven Spielberg och Dreamworks. I Sverige visades serien i Canalplus under vintern 2006 och sen senare i Kanal 5 under sommaren 2006.
Berättelsen handlar om två familjer, en vit och en indiansk, vars öden vävs samman under perioden 1825-1890 och deras liv sammanflätas av historiska händelser, som exempelvis Grattanmassakern. Miníserien berättas av Jacob Wheeler (Jacob Wheeler) och Loved By the Buffalo (Joseph M. Marshall III).